# Profusulinella
Profusulinella es un género de foraminífero bentónico de la subfamilia Fusulinellinae, de la familia Fusulinidae, de la superfamilia Fusulinoidea, del suborden Fusulinina y del orden Fusulinida. Su especie tipo es Profusulinella pararhomboides. Su rango cronoestratigráfico abarca el Moscoviense (Carbonífero superior).

## Discusión
Clasificaciones más recientes incluyen Profusulinella en la subfamilia Profusulinellinae, de la familia Profusulinellidae,, Rauzer-Chernousova, D.M., Bensh, F.P., Vdovenko, M.V., Gibshman, N.B., Leven, E.Ya., Lipina, O.A. Reitlinger, E.A., Solovieva, M.N. y Chediya, I.O. (1996). Spravochnik po sistematike foraminifer Paleozoya; Endothyroidy, Fuzulinoidy [Reference-book on the systematics of Paleozoic foraminifers; Endothyroida and Fusulinoida]. Rossiyskaya Akademiya Nauk, Geologicheskiy Institut, Moskva “Nauka”, 1-207 (en ruso).</ref> en la superfamilia Ozawainelloidea, y en la subclase Fusulinana de la clase Fusulinata.

## Clasificación
Se han descrito numerosas especies de Profusulinella. Entre las especies más interesantes o más conocidas destacan:
- Profusulinella pararhomboides

Un listado completo de las especies descritas en el género Profusulinella puede verse en el siguiente anexo.
En Profusulinella se han considerado los siguientes subgéneros:
- Profusulinella (Neofusiella), también considerado como género Neofusiella
- Profusulinella (Ovatella), aceptado como género Ovatella
- Profusulinella (Taitzehoella), también considerado como género Taitzehoella